# Vârful Lungul
Vârful Lungul (în ucraineană Лунгул), este un vârf montan situat în Raionul Vijnița, Ucraina, fiind cel mai înalt vârf din Obcina Şurdinului, având înălțimea de 1382 m.